# Den Store Landbokommission
Den Store Landbokommission var en kommission nedsat i slutningen af 1700-tallet for at gennemføre en vidtgående omlægning af dansk landbrug, hvorunder landsbyfællesskabet, fæstevæsen og hoveri skulle afskaffes og et individuelt, selvejet og selvkørende landbrug skulle gennemføres. Foruden forbedringer i landbrugernes vilkår blev der også arbejdet med husmændenes levevilkår.

## Baggrund
Allerede fra midten af det 18. århundrede havde der været skrevet og talt meget om, at fæstevæsen og hoveri burde ophæves, og en del godsejere havde ved privat overenskomst med deres fæstebønder allerede indført disse reformer på deres godser.

### Den første landbokommission
I 1757 nedsatte regeringen "den første landbokommission", som havde til opgave at fremkomme med forslag til ordningen af det skadelige fællesskab godsejerne imellem.
Til trods for, at reformbevægelsen snart blev støttet, snart blev modarbejdet fra regeringens Side — dette sidste var ikke mindst tilfælde i den guldbergske periode, kom der dog flere gode forordninger, blandt andet en så betydningsfuld som den af den 23. april 1781 om fællesskabets ophævelse, en forordning, der i virkeligheden åbnede de store landboreformer. Rigtig fart i reformarbejdet kom der dog først i året 1784, da Guldberg var blevet styrtet og Kronprins Frederik var trådt i spidsen for regeringen og omkring sig samlede en række dygtige mænd som brødrene Christian D.F. Reventlow og Johan Ludvig Reventlow, Christian Colbjørnsen og Andreas Peter Bernstorff, hvilke fire mænd blev hoveddrivkræfterne bag landboreformernes gennemførelse.

### Den lille landbokommission
Den 3. november 1784 nedsattes "Den Lille Landbokommission", der skulle undersøge, hvorledes bøndernes stilling på de kongelige godser i Frederiksborg og Kronborg Amter kunne forbedres. Dette skete nu ved, at bønderne fik deres jorder udskiftede, fik gårdene til selveje eller i arvefæste, og endelig blev tienden i naturalier ophævet og erstattet med en fast afgift.

## Den Kongelige Kommission angaaende Landbosagen
Ved kongelig resolution af 27. juli 1786 nedsattes Den Kongelige Kommission angaaende Landbosagen, populært kendt som "Den Store Landbokommission", med det formål, at "undersøge og gøre forslag om adskillige poster, betræffende proprierærernes såvel som fæstebøndernes rettigheder og pligter i Danmark".
Kommissionen bestod af repræsentanter for kancelliet, rentekammeret, godsejerne samt juridisk sagkyndige. Danske Kancelli blev repræsenteret ved B. Luxdorph, Peter Aagaard og O.L. Bang. Rentekammeret var repræsenteret ved Christian Ditlev Frederik Reventlow, John Erichsen og V.A. Hansen. Jurister var højesteretsassessorne S.H. Cordsen og Mads Fridsch, tidligere højesteretsassessor Bartholin Eichel samt hof- og statsassessor Andreas Bang. Godsejerne blev repræsenterede ved Chr. Ludvig Scheel-Plessen, Poul Abraham Lehn, Morten Qvistgaard og P. Wormskiold. Endelig blev militæret repræsenteret ved generalauditør Vilhelm Bornemann. Kommissionens første sekretær blev jurist og forhenværende kammeradvokat Christian Colbjørnsen.
I løbet af kommissionens lange virketid skete der visse forandringer, således indtrådte undervejs Jacob Edvard Colbjørnsen, der var broder til Christan Colbjørnsen, og Andreas Bjørn Rothe, der var søn af Tyge Rothe.

### Kommissorium
Ifølge sit kommissorium af 25. august 1786 skulle man overveje og fremkomme med forslag inden for alle spørgsmål af juridisk eller økonomisk art, som endnu ikke var blevet regulerede ved lov for så vidt angik forhold imellem godsejere og deres bønder samt andre af almuen, der var stavnsbundne. Kommissionen skulle tage udgangspunkt i eksisterende lovbestemmelser og fremkomme med forslag til forbedringer af bøndernes vilkår dog uden derved at krænke godsejernes rettigheder, som det hed i dens kommisorium:
"være forpligtet at se på alt, hvad der kan tjene til forbedring af bondestandens kår, uden at nogen af jorddrotternes lovlige ejendomsrettigheder derved indskrænkes og uden at jorddrotterne hindres i deres godsers lovlige brug og benyttelse". Reelt blev kommissionens arbejde samlet om spørgsmålene vedrørende stavnsbåndets ophævelse, regulering af hoveriet samt indretningen af et fremtidigt militær. Desuden kom spørgsmålet om husmændenes fremtidige stilling til at indtage en betydelig plads i kommissionens virke. Derimod kom udskiftningen af landsbyer ikke til at spille nogen større rolle, da denne allerede var i fuld gang ved kommissionens nedsættelse.
Kommissionen var igennem flere år et central sted for tidens landbodebatter. Flere af dens medlemmer fremkom med og lod offentliggøre egne udspil til hvorledes, de dagsaktuelle spørgsmål burde løses.

## Kommissionens virke

### Jord til husmænd
Et af de første spørgsmål, der blev taget op i kommissionen efter dens nedsættelse var spørgsmålet om husmændenes forhold. Under landsbyfællesskabet havde husmænd haft ret til græsning for deres dyr, men med udskiftningen forsvandt denne ret, fordi overdrevene nu blev udstykkede til private brug. En udbredt holdning i samtiden var, at husmændene burde have deres egen jordlod til erstatning for den tidligere græsningsret. I nogle tilfælde fik husmændene tildelt et jordstykke, ofte på det tidligere overdrev og ofte i hele "kolonier". I andre tilfælde blev gårde nedlagt for at skaffe jord til husmænd. I atter andre tilfælde blev der ingen tilfredsstillende løsning fundet. Spørgsmålet var derfor yderst aktuelt.
I et promemoria af 18. september 1786 fremlagt af Christian Colbjørnsen kommenterede han en bestemmelse i Danske Lov (3-13-7), ifølge hvilken godsejere kunne fratage bønder et jordstykke imod at denne til gengæld fik en nedsættelse af landgilde og skatter. Colbjørnsen foreslog, at bonden også skulle have kompensation i sit hoveri, som han fandt mere byrdefuldt. Endvidere fandt han det uheldigt, at bestemmelsen åbnede mulighed for, at en bonde kunne miste et jordstykke, som han havde ofret tid og kræfter på at gøre mere dyrkningsegnet. I samme spørgsmål forelagde godsejeren på Frydendal, V.A. Hansen, på mødet i kommissionen den 4. december 1786 et forslag om, at der skulle kunne fratages bønder jord "for at forsyne jordløse huse med nogle få tdr. land" for "at afværge, at husmændene med deres familier ej skal udsættes for at sulte ihjel, især hvor udskiftningen sker mand og mand imellem". Dette udspil blev taget og og udvidet af kommissionen, som foreslog, "at det ikke alene skulle tillades ved udskiftninger at tillægge husmændene nogen jord til dyrkning, hvilket dog ikke måtte overgå 3 á 4 tønder land middelmådig jord, men at dette endog skulle have sted, hvor udskiftningen allerede var sket, når husmændene derved ingen jord var bleven tillagt, dog at der i det sidste tilfælde ikke blev taget mere jord til dette brug fra nogen gård end 4 tønder land". Det skulle være amtmandens og landvæsenskommissærernes opgave ved eventuelle klager at undersøge, om sådanne var berettigede og under alle omstændighed sikre, at ingen gård mistede så megen jord, at den ikke længere lod sig drive på rimelige vilkår. Det blev endvidere fastlagt, at husmænd skulle pålægges en afgift af den jord, som de derved fik tillagt, "hvilken afgift skal erlægges til husbonden, som igen godtgør fæsteren samme i sin landgilde". Skoleholdere skulle tildeles en jordlod, der var dobbelt så stor som husmænd, i overensstemmelse med en forordning fra 1781. Der var med andre ord tale om et forslag, der skulle tage lige stort hensyn til alle berørte parter.
Dette standpunkt blev til dels imødekommet ved forordningen af 8. juni 1787, der fastslog, at hvis en bonde blev frataget en del af sin jord, burde denne "ikke alene nyde billig afkortning derfor i de skatter, landgilde og hoveri, som svares af gården, men endog forholdsmæssig tilbagebetaling af de ved tiltrædelsen givne indfæstningspenge".

### Regulering af egaliseringsbestemmelser
I en forordning fra 1781, altså inden kommissionens nedsættelse, havde der været bestemmelser, som åbnede mulighed for en egalisering af gårdene således, at disse blev lige stillede med hensyn til hartkornsansættelse og hoveri. Også disse bestemmelser blev nu taget op til revision.
På samme møde den 4. december, hvor V.A. Hansen havde fremlagt sit forslag, var der opnået enighed om, at fratagelse af jord også skulle kunne ske som led i en egalisering af gårdene, samt i forbindelse med "skovs fredning og opelskning". Også dette standpunkt blev forordnet den 8. juni 1787, idet det blev bestemt, at hvis udskiftning fandt sted for at egalisere gårde i henhold til §20 i udskiftningsforordningen af 1781, måtte der ikke fratages fæstebønder jord for at oprette nye gårde, hvilket hidtil havde været muligt.
Det bør bemærkes, at dette var første gang, at spørgsmålet om skovenes beskyttelse blev rejst. Men først ved fredskovsforordningen af 1805 fandt dette spørgsmål sin endelige løsning.

### Ophævelsen af stavnsbåndet
Et at tidens mest brændende spørgsmål var ophævelsen af stavnsbåndet. I samtidens liberale kredse i hovedstaden var der ingen tvivl om, at dette skulle ske, men samtidig var der et hensyn at tage til det nationale forsvar; ikke uden grund havde kommissionen blandt sine medlemmer også en repræsentant fra militæret. Allerede den 24. oktober 1786 havde Reventlow udarbejdet et udspil, hvori han behandlede flere aspekter, således om det ville krænke godsejeres rettigheder at ophæve stavnsbådet, om militærudskrivningen burde ske efter hartkorn eller folkemængde, samt hvem der burde undtages fra udskrivning. Han argumenterede for en forkortelse af tjenestetiden. Han gjorde sig til talsmand for ophævelse fra år 1800. Dette udspil kom til at danne grundlag for efterfølgende diskussioner.
Af stor betydning var det, da Christian Colbjørnsen den 30. oktober 1786 (på kommissionens tredje møde) fik udformet et udkast til en foreløbig indstilling, som blev indført i mødeprotokollen: "Intet stavnsbånd skal have sted, undtagen for så vidt samme er grundet på landmilitie-indretningen, så at når en person af bondestanden enten har fået sin afsked fra krigstjenesten eller opnået den alder, at han ikke kan antages til soldat, eller og af landmilitiesessionen er bleven erklæret utjenstdygtig, bør han være løst fra alt stavnsbånd og være berettiget til at nedsætte og opholde sig, hvor han finder for godt i landet". Det var en væsentlig indskrænkning, der fuldt ud tilgodeså nødvendige hensyn til forsvaret. Spørgsmålet blev senere taget op på en række kommissionsmøder fra den 15. januar 1787 til den 28. april 1788.
Allerede den 8. januar 1787 fremlagde Colbjørnsen et promemoria, hvori han gjorde sig til talsmand for stavnsbåndets fuldstændige ophævelse fra 1. januar 1800 men samtidig fastslog, "at enhver af bondestanden uden undtagelse bør tjene en vis tid som soldat, når han dertil er duelig". Dette indebar implicit en væsentlig afkortning af den mulige værnepligtsperiode til 6-8 år, hvorved unge mænd allerede i en alder af 26-30 kunne etablere sig som landmænd. Samtidig skulle der kunne tages visse humane hensyn, således skulle enker, hvis de kun havde en eneste søn, kunne få denne fritaget, og en lignende fritagelse skulle kunne ske for studerende almuesønner, hvis de havde "troværdige vidnesbyrd fra offentlige lærere". Dette udspil skulle efterfølgende blive grundlag for forhandlinger på følgende kommissionsmøder.
Colbjørnsens udspil blev af Generalitetet fremsendt til de fire danske udskrivningschefer til udtalelse. Kun en af den mente, at bevarelse af stavnsbåndet var nødvendig af hensyn til udskrivningen. Generalitetet bestod af fire deputerede, som var imod ophævelsen, og erklærede, at Colbjørnsens udspil hvilede på misforståelser og var uhensigtsmæssige, ligesom man erklærede sig imod nedsat tjenestetid. Imidlertid fandt Reventlow en tidligere afgivet udtalelse af Generalitetet fra 1769, hvori man havde erklæret, at de den gang påtænkte lettelser i bondestandens vilkår ikke ville være til hinder for landmilitsens fortsatte beståen. Da Generalitetet fastholdt sin modstand, skete der en udskiftning af de reformfjendtlige kræfter med nye, mere reformvenlige personer.
På et møde i kommissionen den 22. februar 1787 fremlagde Reventlow en række tabeller udarbejdet af nationaløkonomen Johan Zoëga på grundlag af folketællingen fra 1769, disse antydede en skæv aldersfordeling i de enkelte landsdele indbyrdes (således havde Ålborg stift 50% flere i aldersgruppen 16-40 år end Fyn og Sjælland stifter), og på dette grundlag anbefalede kommissionen den 1. marts, at der på godser med "tilstrækkeligt" stort antal værnepligtige skulle være mulighed for fritagelse. Dette foreslog Reventlow på et møde den 8. marts præciseret til, at fritagelse kunne ske, hvis ansøgere herom betalte 30 rigsdaler "til landmilitievæsenets fordel" og kunne stille en anden tjenestedygtig karl i stedet. En sådan erstatningssoldat kunne være en adopteret søn, hvilket også tidligere havde været tilfældet. Folk uden for bondestanden, som ejede en landbrugsejendom, skulle kunne gå fri mod at lade opføre et hus med 3-4 tønder land jord. Endelig skulle sønner af forpagtere af hovedgårde på mindst 200 tønder land, være fritaget. Alle disse forslag blev optaget i kommissionens endelige forslag.
Ordningen med erstatningssoldater udviklede sig først til et forslag om, at en sådan soldat med hus og jord skulle kunne tjene i op til 24 år uden opsigelse og kort tid efter til et forslag om at oprette regulære soldaterhuse i lighed med en ordning, som forekom i Sverige. Reventlow støttede forslaget men andre, således V.A. Hansen og O.L. Bang, var imod af flere forskellige årsager.
Da landbokommissionen afgav sin indstilling den 28. april 1788, var baron Poul Abraham Lehn ikke blandt underskriverne. Han var blandt andet imod udskrivning efter folkemængde i stedet for - som hidtil - hartkornet, idet dette bevirkede, at nogle godsejere efter hans opfattelse kom til at stille soldater for andre. Han præciserede sin modstand med, at han "aldeles ikke [var] imod friheden, men imod måden".
Den endelige ordning fremkom ved forordningen af 20. juni 1788, men den trådte først i kraft den 1. januar 1800. Flere medlemmer foreslog en hurtigere afvikling: V.A. Hansen foreslog 1. januar 1795, Bartholin Eichel foreslog 1. januar 1794 og Morten quistgaard erklærede i 1793, at ophævelsen burde ske jo før, jo bedre.

### Hoveriet
Blandt alle de emner, som Den Store Landbokommission behandlede, var hoveriet det mest ømtålelige, og kommissionen måtte gå på kattepoter i spørgsmålet for ikke at overtræde sit kommisorium. Spørgsmålet havde allerede været behandlet i årevis før kommissionens nedsættelse. I landbokommissionen blev Reventlow den første til at forsøge et udspil, en betænkning dateret den 11. februar 1788. Hans udspil tog udgangspunkt i hoveriets omfang i 1771, da en forordning af 20. februar dette år udtrykkeligt havde bestemt, at hoveriet i fremtiden ikke måtte forøges. Imidlertid havde en ny forordning fra 1773 ophævet den tidligere forordnings bestemmelser.
I sin betænkning vender Reventlow sig især imod "ubestemt" hoveri, som han anså som skadelig. I betænkningen gennemgår han forskellige hoveriydelser og deres betydning, spørgsmål om hoveriforseelser og godsejernes mulighed for at fjerne besværlige bønder fra gårdene, og han erklærer det som et mål at få en ny hoverianordning, der skulle træde i kraft 1. maj 1789. Hans udspil blev rundsendt og gav anledning til en omfattende debat, men nogen egentlig løsning i spørgsmålet nåede man ikke.
Ved forordning af 25. marts 1791 om håndhævelse af god orden ved hoveriet blev det indskærpet bønderne at "vise sig hørige og lydige såvel imod jorddrotten som imod dem, han betror tilsynet ved eller bestyrelsen af arbejdet", men hoveriforordningen fra 1773 forblev gyldig. Reventlow tilbød på et møde i landbokommissionen den 10. marts 1791 at udarbejde forslag til en ny hoverianordning, men det løb ud i sandet.
Den hårdknude, som hoverispørgsmålet var endt i, resulterede i en plakat af 24. juni 1791, der foreslog godsejere og bønder at forhandle om omfanget af det fremtidige hoveri på de enkelte godser. Dersom det ikke lykkedes dem selv at nå til enighed inden udgangen af oktober måned samme år, forbeholdt kongen sig ret til at udpege særlige kommissioner til at afgøre spørgsmålet i hvert tilfælde. Kun få steder nåede man et resultat inden den fastsatte frist, men regeringen tøvede med at grøre brug af sin trussel og forsøgte først ved en ny plakat af 23. december 1791 at formå bønderne til besindighed i forhandlingerne med godsejerne. Derefter stod spørgsmålet i stampe, og først ved en forordning af 15. juni 1792 blev det tilladt for godsejerne i forbindelse med udskiftningen at forhandle om landgilde og afgifter på de udskiftede og udflyttede gårde. Derved blev også hoveriet kædet sammen med andre spørgsmål vedrørende forholdet mellem godsejere og bønder. Først ved plakat af 5. juni 1795 blev nedsat de kommissioner, der skulle løse problemerne på de godser, hvor der fortsat ikke var enighed, og fra efteråret begyndte to kommissioner - en for Sjælland og Fyn, en for Jylland - deres virke.
I realiteten kom bønderne under pres, blandt andet fordi de ofte ikke havde indsigt i lovgivningen, så den 23. marts 1797 besluttede landbokommissionen, at det da gældende hoveri ikke måtte forøges for nye fæstere inden, at Rentekammeret havde udtalt sig i sagen.
Endelig, ved forordning af 6. december 1799, fik landbokommissionen fastlagt endegyldige regler for hoveriets fremtidige udvikling: de gik ud på, at alt hoveri i fremtiden skulle være entydigt fastlagt, at det ikke måtte overstige bøndernes kræfter og at nye fæstere kun måtte få deres hoveri forøget efter forudgående undersøgelse og godkendelse fra Rentekammerets side. I praksis var det ikke lykkedes kommissionen at løse spørgsmålet men kun at bringe det i faste rammer. Endnu i 1810, da kommissionen reelt var ophørt at fungere, var de fleste fæstebønder helt eller delvist hoveripligtige. Forhåbninger om en egentlig hoveriafløsning måtte opgives i denne omgang.

## Betydning
Den store landbokommissions arbejde resulterede i en række forordninger, som på afgørende måde greb ind og regulerede forholdene i det daværende landbosamfund.
Et første resultat af dens arbejde blev to forordninger af 8. juni 1787, af hvilke den ene angik de "Rettigheder og Pligter, som bør have Sted imellem Jorddrotter og Fæstebønder i Danmark ved Fæstegaardes Til- og Fratrædelse", den anden gav regler for, når husbonden mod godtgørelse kunne fratage bonden nogen del af hans jord. Ved disse love blev fæstevæsenet ordnet efter ensartede, bestemte regler, og bonden blev retslig sikret.
Året efter udkom den bekendte forordning af 20. juni 1788 om stavnsbåndets løsning. Efter, at forordningerne af 1787 havde gjort bonden økonomisk fri, fik han ved denne lov nu også borgerlig frihed, godsejerens magt over hans person blev ophævet, det var ikke længere godsejeren men loven (eller "loddets kast"), der afgjorde, om han skulle være soldat.